# Ringdalsfjorden
Ringdalsfjorden er en grænsefjord mellem Norge og Sverige. Den strækker sig fra Oslofjorden og ind til Halden, hvorfra den går mod syd under navnet  Iddefjorden. 
Ringdalsfjorden og Iddefjorden udgør egentlig  én enkelt fjord, som er en sidefjord til Oslofjorden. Fjorden hedder Ringdalsfjorden ind til Halden, hvor den skifter navn til Iddefjorden. Grunden til at navnet på fjorden er todelt er sandsynligvis at det er haldenserne som har givet fjorden navn, og set fra Halden kan man tale om to fjorde; én udover mod havet (Ringdalsfjorden), og én ind i landet (Iddefjorden). På svensk hedder den Idefjorden i hele sin længde.
59°6′17″N 11°17′55″Ø / 59.10472°N 11.29861°Ø